# La maison des Lords n'est pas à vendre
Pour plus de détails, voir Fiche technique et Distribution.
La maison des Lords n'est pas à vendre (titre original : The Happy Family ou Mr Lord Says No) est un film britannique réalisé par Muriel Box, sorti en 1952.

## Synopsis
La résistance d'une famille de la classe moyenne anglaise dont le nom de famille se trouve être « Lord » face aux perturbations causées par la construction du Festival of Britain.

## Fiche technique
- Titre français : La maison des Lords n'est pas à vendre[1]
- Titre original : The Happy Family ou Mr Lord Says No
- Réalisation : Muriel Box
- Scénario : Muriel Box et Sydney Box d'après la pièce de Michael Clayton Hutton
- Photographie : Reginald H. Wyer
- Musique : Francis Chagrin
- Pays d'origine : Royaume-Uni
- Format : noir et blanc - 1,37:1 - mono
- Genre : comédie
- Date de sortie : 
  - Royaume-Uni : 1952
  - France : 19 mars 1954[1]

## Distribution
- Stanley Holloway : Henry Lord
- Kathleen Harrison : Lillian Lord
- Naunton Wayne : Mr Filch
- Dandy Nichols : Ada
- John Stratton : David
- Eileen Moore : Joan
- Shirley Mitchell : Marina
- Margaret Barton : Anne
- George Cole : Cyril
- Miles Malleson : Mr Thwaites
- Laurence Naismith : le conseiller
- Richard Wattis : Mr P.
- Arthur Hambling : le fermier